# Lội suối nâu
Lội suối nâu hay Hét nước nâu (tên khoa học: Cinclus pallasii) là một loài chim trong họ Cinclidae.